# Stützerbach
Stützerbach település Németországban, azon belül Türingiában. Lakosainak száma 1364 fő (2017. december 31.). Stützerbach Frauenwald községgel határos.

## Népesség
A település népességének változása:

| 2015 | 1 413 |
| 2017 | 1 364 |